# Sjúrður Skaale

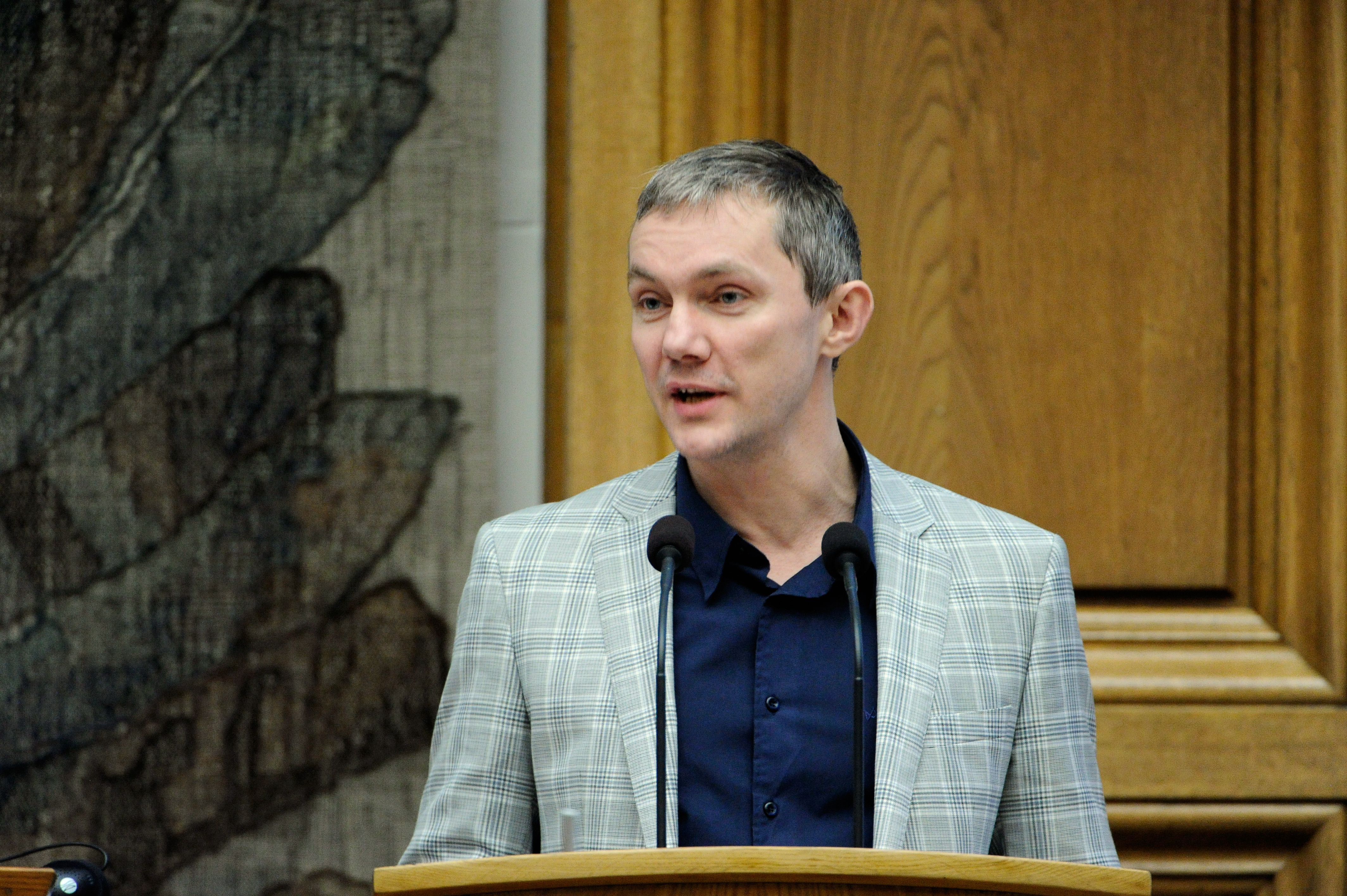
Sjúrður Skaale (2011)

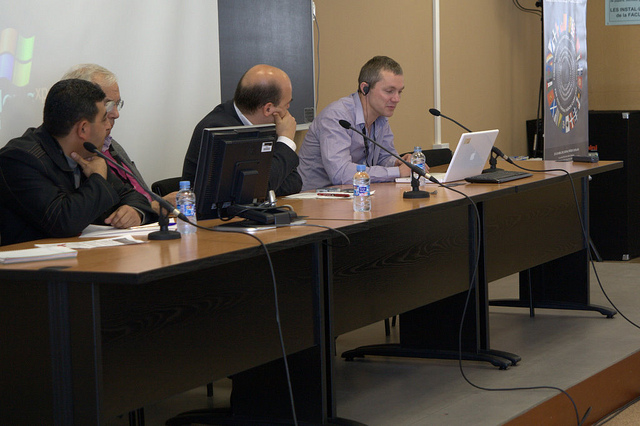
Sjúrður Skaale (2010)

Sjúrður Skaale (* 8. März 1967 in Tórshavn) ist ein sozialdemokratischer Politiker sowie Journalist, Schauspieler und Sänger von den Färöern. Er ist als einer der beiden färöischen Vertreter seit 2011 Mitglied des dänischen Folketings.

## Frühe Jahre
Sjúrður Skaale kam 1967 als Sohn des Lehrerehepaars Jóannes und Óluva Skaale in Tórshavn zur Welt.
Im Jahr 1987 machte er seinen Schulabschluss am Føroya Studentaskúli og HF-skeið in Hoydalar. Von 1992 bis 1997 studierte er Politikwissenschaften an Universitäten in Kopenhagen und Madrid.

## Berufliche Laufbahn
Noch während seiner Ausbildung arbeitete er bereits von 1989 bis 1998 als Journalist für färöische Zeitungen (Dimmalætting/Sosialurin) und für das färöische Fernsehen. Von 1999 bis 2001 war er als Berater für die färöischen Landesregierung tätig. Von 2001 bis 2005 arbeitete er als Sekretär für die Nordatlantische Gruppe im Folketing in Christiansborg und war von 2005 bis 2008 wieder auf den Färöern als Lehrer und in der Werbung beschäftigt.

### Politische Aktivitäten
Von Anfang 2008 bis Oktober 2011 war er Abgeordneter im färöischen Løgting, davon im Zeitraum Januar 2008 bis Mai 2011 für die republikanische Partei Tjóðveldi. Zeitweilig saß er auch als Vertretung von Høgni Hoydal für Tjóðveldi von Februar 2008 bis September 2008 im dänischen Folketing.
Im Mai 2011 verließ Sjúrður Skaale Tjóðveldi. Er sah sich mit seinen Ansichten innerhalb der Partei mehr und mehr isoliert. In der Folge trat er dem sozialdemokratischen Javnaðarflokkurin bei und kandidierte bereits im Herbst 2011 für die Partei bei den Wahlen zum dänischen Folketing.
Neben Edmund Joensen vom Sambandsflokkurin wurde Sjúrður Skaale vom Javnaðarflokkinum am 15. September 2011 als einer der beiden färöischen Vertreter in das dänische Parlament gewählt, wobei er dabei 1.539 persönliche Stimmen erzielen konnte.
Bei der nächsten Wahl zum Folketing im Juni 2015 wurde er wiedergewählt und konnte seinen persönlichen Stimmenanteil auf 2.495 Stimmen ausbauen, gleichzeitig der höchste Stimmenanteil unter den Kandidaten. Er vertritt seitdem zusammen mit Magni Arge vom Tjóðveldi (in Vertretung von Høgni Hoydal) die färöischen Interessen im dänischen Parlament.

### Künstlerische Aktivitäten

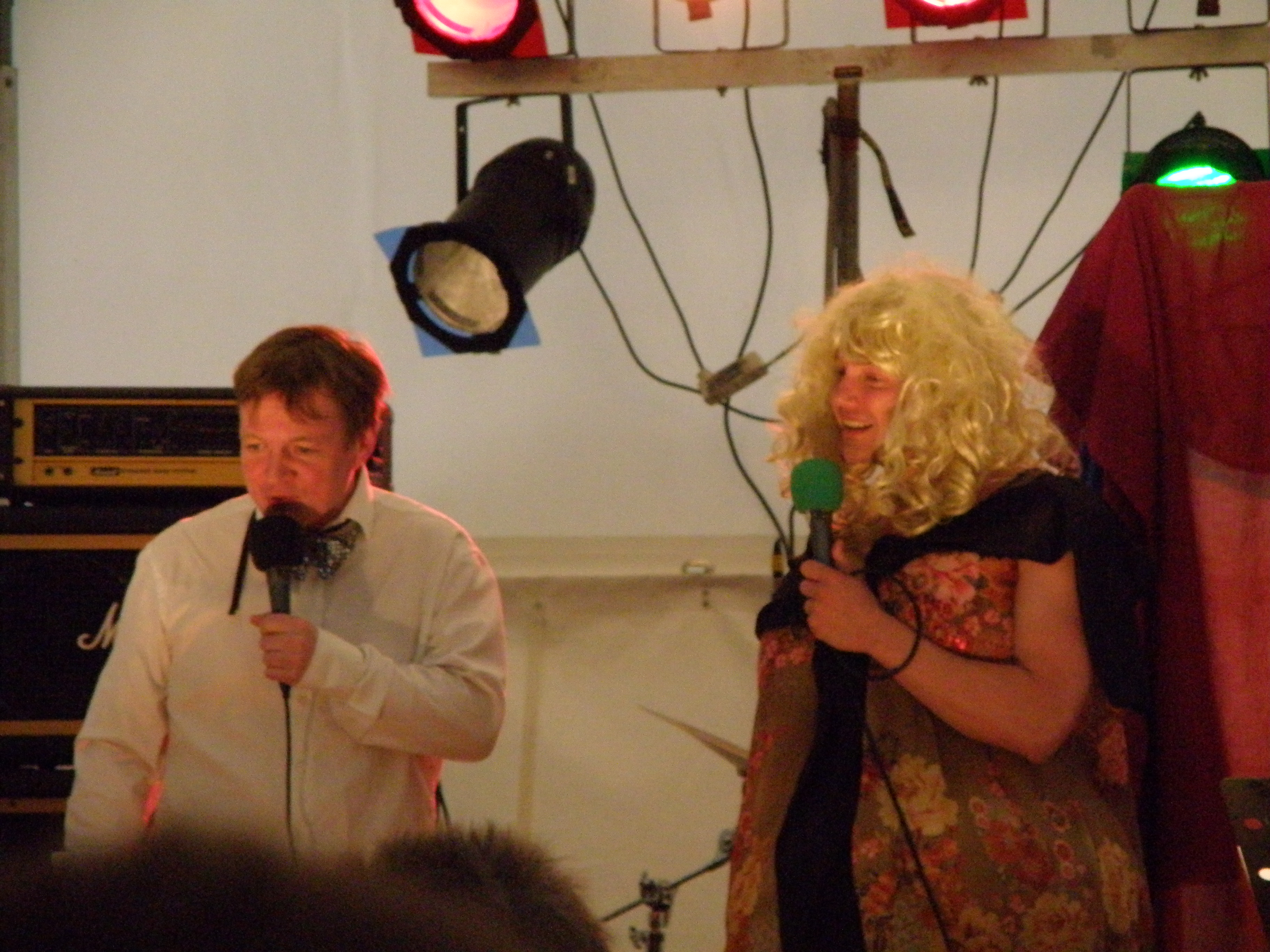
"Pipar & Salt". Sjúrður Skaale rechts im Bild.

Sjúrður Skaale war in der Vergangenheit auch als Komiker, Schauspieler und Sänger aktiv. Zusammen mit dem Komiker Jákup Veyhe gründete er das Satire- und Comedy-Duo "Pipar & Salt" (Pfeffer & Salz). Er spielte darüber hinaus die Hauptrolle in der Comedy-Reihe "E elski Førjar" aus dem Jahr 2008, in der er unter anderem als Haraldur den legendären färingischen Rap-Song Danskt pjatt sang.

## Privatleben
Sjúrður Skaale ist mit Súsanna O. Skaale verheiratet. Das Paar hat zwei Kinder.